# Black and Blue (The Rolling Stones)
Black and Blue è un album in studio del gruppo rock britannico dei Rolling Stones, pubblicato nel 1976; è il 13° della discografia inglese e il 15° di quella statunitense.

## Storia
Nel dicembre 1974, i Rolling Stones tornarono a Monaco di Baviera, Germania, dove avevano registrato il loro precedente album It's Only Rock 'n' Roll, per cominciare la lavorazione di un nuovo album presso i Musicland Studios. Volendo pubblicare l'album in tempo per l'estate 1975 quando avrebbe avuto luogo il loro tour negli Stati Uniti, la band tornò in studio subito dopo le vacanze di Natale e in gennaio si ritrovò in sala di registrazione a Rotterdam, Paesi Bassi, per continuare a lavorare al disco e fare audizioni per un nuovo chitarrista solista che doveva sostituire Mick Taylor, che aveva lasciato il gruppo da poco. Tra i nomi presi in considerazione c'erano Steve Marriott, Harvey Mandel, Wayne Perkins, Peter Frampton, e Ronnie Wood. Rory Gallagher e Jeff Beck si unirono a una jam session con la band "solo per vedere come andava" ma entrambi declinarono l'offerta di entrare a far parte degli Stones, soddisfatti delle rispettive carriere soliste. Wood aveva precedentemente contribuito alla title track dell'album It's Only Rock 'n Roll, e sarebbe diventato un membro fisso dei Rolling Stones a partire dal 1976, partecipando anche alla seduta fotografica per la copertina dell'album.
Il disco fu quindi il primo registrato dopo la fuoriuscita dal gruppo del chitarrista Mick Taylor nel dicembre 1974 e ormai dedito alla carriera solista. In attesa di un sostituto, fu Keith Richards a sobbarcarsi la maggior parte del lavoro alle chitarre, anche se le sedute di registrazione dell'album svolsero anche la funzione di audizioni per il rimpiazzo di Taylor. Lo stesso Richards disse che l'album era stato utilizzato come una sorta di "banco di prova per vari chitarristi".
Il bassista Bill Wyman e il batterista Charlie Watts sono presenti in quasi tutte le tracce e frequenti collaboratori del gruppo come Nicky Hopkins e Billy Preston si occupano di suonare le tastiere, con il percussionista Ollie E. Brown che suonò in gran parte dell'album in qualità di turnista. L'album fu il secondo a essere prodotto da Jagger e Richards sotto lo pseudonimo di The Glimmer Twins.
In ritardo sulla tabella di marcia, il gruppo decise di posticipare l'uscita del nuovo album all'anno prossimo e di far uscire al suo posto la compilation Made in the Shade. Cherry Oh Baby (reinterpretazione di un pezzo reggae di Eric Donaldson del 1971) sarebbe stata l'unica canzone ad essere saltuariamente eseguita durante il tour statunitense del 1975.
Dopo la conclusione del tour, in ottobre la band andò a Montreux, Svizzera, per effettuare delle sovraincisioni, facendo poi ritorno ai Musicland Studios di Monaco in dicembre. Dopo ulteriori ritocchi finali, l'album fu completato a New York nel febbraio 1976. Quello stesso mese gli Stones volarono in Florida, per essere fotografati dal fotografo di moda Hiro per la copertina dell'album.
Anche se tutte le tracce sull'album, tranne Cherry Oh Baby, sono accreditate ufficialmente al binomio artistico Jagger/Richards, i crediti di Hey Negrita specificano "Ispirazione fornita da Ron Wood" e Melody indica "Ispirazione fornita da Billy Preston". Bill Wyman avrebbe in seguito pubblicato una versione di Melody con la sua band Rhythm Kings, accreditando Preston come autore.
Due tracce extra incise durante le sessioni a Rotterdam, e scartate dall'album in uscita, furono recuperate per Tattoo You del 1981: Slave e Worried About You.

## Accoglienza
Solo il primo singolo estratto dal disco, Fool to Cry, ebbe significativo successo, e le critiche all'album furono miste. L'opera venne accolta tiepidamente dalla critica musicale dell'epoca e molti recensori lo ritennero un album minore rispetto ai precedenti lavori del gruppo. Le recensioni retrospettive tendono a rivalutarlo parzialmente.

## Brani
Le otto tracce sono il risultato delle registrazioni dei due anni precedenti per lo più avvenute in Giamaica. L'atmosfera dell'album è infatti molto esotica e pregnante del tipico sound reggae che da qualche tempo sta affascinando il gruppo. Non a caso è presente il brano Cherry Oh Baby, cover dell'artista reggae Eric Donaldson che di fatto risulta l'unico pezzo propriamente reggae dell'album.
Stilisticamente, Black and Blue include brani blues rock come Hand of Fate e Crazy Mama; disco funk come Hot Stuff; reggae con la cover di Cherry Oh Baby; disco-reggae con Hey Negrita, due ballad come Fool to Cry e la lunga e sofisticata Memory Motel, che rappresenta un riassunto delle influenze nell'album in chiave rock blues, e un blues vecchio stile in 12/8 con Melody, che vede la presenza di Billy Preston.

## Pubblicazione e accoglienza
| Recensione                    | Giudizio |
| ----------------------------- | -------- |
| AllMusic                      | [ 7 ]    |
| Christgau's Record Guide      | A–       |
| The Great Rock Discography    | [ 9 ]    |
| MusicHound                    | [ 10 ]   |
| NME                           | [ 11 ]   |
| The Rolling Stone Album Guide | [ 12 ]   |
| The Village Voice             | A–       |

Pubblicato nell'aprile 1976, con Fool to Cry, successo internazionale da top 10, come singolo, l'album aggiunse la seconda posizione in classifica nel Regno Unito e la prima negli Stati Uniti d'America (dove rimase al primo posto per quattro settimane consecutive), venendo certificato disco di platino.
La promozione dell'album avvenne tramite una controversa pubblicità che mostrava la modella Anita Russell, legata con delle corde da Mick Jagger, con sotto la scritta: "I'm Black and Blue from the Rolling Stones – and I love it!" ("Sono Nera e Blu [i colori dei lividi] grazie ai Rolling Stones - e mi piace!"). Il manifesto pubblicitario venne rimosso a causa delle proteste di varie femministe e associazioni contro la violenza alle donne.
La critica si trovò divisa circa il giudizio all'opera. Lester Bangs scrisse sulla rivista Creem: "Il calore si è spento, perché è tutto finito, davvero [i Rolling Stones] non contano più o rappresentano nulla [...] Questo è il primo disco dei Rolling Stones a non avere senso... e grazie a Dio!". Tuttavia, Robert Christgau assegnò all'album una A-, lodando la band per essersi "presa dei rischi". Christgau elogiò in particolare le canzoni Hot Stuff e Fool to Cry.
Nel 2000 l'album è stato votato alla posizione numero 536 nella lista All Time Top 1000 Albums di Colin Larkin.

## Tracce
Testi e musiche di Mick Jagger e Keith Richards, eccetto dove indicato.
1. Hot Stuff – 5:26
2. Hand of Fate – 4:33
3. Cherry Oh Baby – 3:53 (Eric Donaldson)
4. Memory Motel – 7:06
5. Hey Negrita – 4:57
6. Melody – 5:45
7. Fool to Cry – 5:02
8. Crazy Mama – 4:30

## Formazione
The Rolling Stones
- Mick Jagger - voce, piano, chitarra
- Keith Richards - chitarra, piano, cori, voce
- Ron Wood - chitarra, cori
- Bill Wyman - basso
- Charlie Watts - batteria

Musicisti aggiuntivi
- Bobby Keys - sassofono
- Billy Preston - piano, organo, voce
- Nicky Hopkins - piano
- Wayne Perkins - chitarra
- Harvey Mandel - chitarra
- Ollie E. Brown - percussioni

## Classifiche

### Classifiche settimanali
| Classifica (1976) | Posizione massima |
| ----------------- | ----------------- |
| Australia         | 4                 |
| Austria           | 4                 |
| Canada            | 2                 |
| Francia           | 1                 |
| Germania          | 15                |
| Italia            | 11                |
| Norvegia          | 2                 |
| Nuova Zelanda     | 4                 |
| Paesi Bassi       | 1                 |
| Regno Unito       | 2                 |
| Spagna            | 3                 |
| Stati Uniti       | 1                 |
| Svezia            | 6                 |
| Svizzera          | 2                 |

### Classifiche di fine anno
| Classifica (1976) | Posizione |
| ----------------- | --------- |
| Australia         | 21        |
| Canada            | 19        |
| Francia           | 5         |
| Italia            | 34        |
| Nuova Zelanda     | 9         |
| Paesi Bassi       | 4         |
| Spagna            | 6         |
| Stati Uniti       | 35        |

## Curiosità
La band aretina Negrita prende il nome dalla traccia Hey Negrita!.